# 슈퍼 키
슈퍼 키(superkey)는 데이터베이스에서 관계(테이블)의 행을 고유하게 식별할 수 있는 속성 또는 속성의 집합을 말한다. 슈퍼 키는 대상관계의 모든 속성이 함수 종속하는 속성의 집합으로 정의할 수 있다.

## 개요
후보 키와의 차이는, 슈퍼 키는 '고유하게 식별하는 모든 조합'을 뜻하는 점이다. 즉, 후보 키에 불필요한 속성을 덧붙여 장황하게 한 것은 후보 키는 아니지만 여전히 슈퍼 키이다. 더 줄일 수 없는 슈퍼 키, 즉 속성의 중복이 없는 슈퍼 키는 후보 키이기도 하다. 예를 들어, 마을(마을 ID, 도시명, 도명)이라는 관계의 경우 마을 ID, {마을 ID, 도시명}, {마을 ID, 도명}, {마을 ID, 도시명, 도명} {도시명, 도명}은 모두 슈퍼 키이다.
관계의 모든 속성으로 구성된 집합은 그 관계가 기저 관계이든 파생 관계(뷰)이든 항상 슈퍼 키이다.

## 같이 보기
- 기본 키
- 후보 키
- 대리 키
- 외래 키